# Desoria propinqua
Desoria propinqua är en urinsektsart som först beskrevs av Axelson 1902.  Desoria propinqua ingår i släktet Desoria, och familjen Isotomidae. Arten är reproducerande i Sverige.